# Танжер

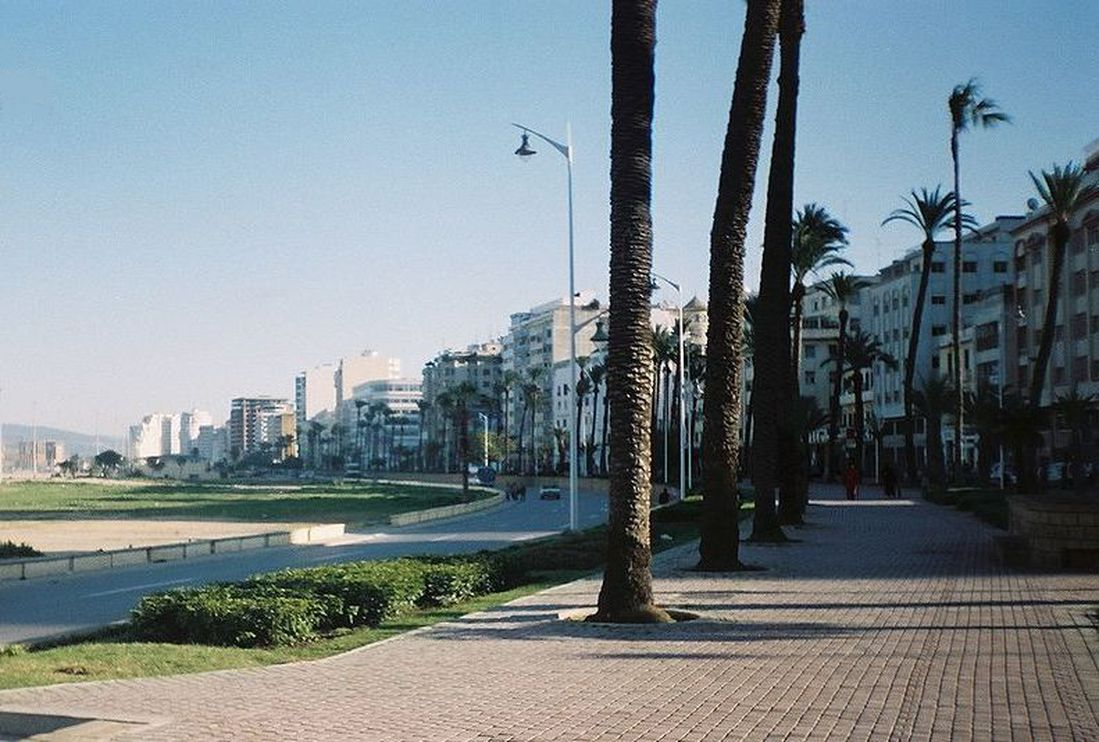
Танжер-авеню Мухамеда VI

Танже́р (араб. طنجة, бербер. ⵟⴰⵏⴵⴰ, трансліт. Ṭanja) — місто і важливий порт на північному заході Марокко.
На узбережжі Магрібу біля західного входу в Гібралтарську протоку, де Середземне море стикається з Атлантичним океаном біля мису Спартель.
Адміністративний центр провінції Танжер — Тетуан — Ель-Хосейма. Згідно з переписом населення 2008 у місті проживає 907 тис. мешканців.
Багато цивілізацій та культур вплинули на історію Танжеру, починаючи з X століття до Р. Х. За цей час був стратегічним берберським містом, а потім фінікійським торговим центром до початку незалежності приблизно в 1950-х рр.
Танжер був місцем зустрічі багатьох культур.
В 1923 р.
іноземні колоніальні держави надали йому міжнародний статус і стали місцем для багатьох європейських та американських дипломатів, шпигунів, письменників та бізнесменів.
Залізницею сполучений з містами Фес, Марракеш, Касабланка, Рабат, Уджда. Поблизу Танжера — аеропорт міжнародного значення.
Місто швидко переживає розвиток та модернізацію. Проєкти включають туристичні проєкти вздовж затоки, сучасного ділового району під назвою Центр міста Танжер, термінал аеропорту та футбольний стадіон.
Економіка Танжера має великий прибуток від порту Танжер-Мед.

## Назва
- Тінгіс (лат. Tingis), або Colonia Julia Tingi) — римська назва.
- Танжа (араб. طَنجة, Tanjah; бербер. ⵟⴰⵏⴵⴰ, Tanja)

## Історія
Заснований в кінці 2-го тисячоліття до н. е. фінікійськими колоністами.
З 1 ст до н. е. — під владою Риму.
У 5 ст. завойований вандалами, в 6 ст. — Візантією, на початку 8 ст. — арабами.
1437 року португальські війська Енріке Мореплавця вперше намагалися здобути Танжер. Їх розгромив марокканський візир Абу Захарія Яхья аль-Ваттасі.
У 1471 захоплений Португалією.
У 1580—1643 під номінальною владою Іспанії.
У 1661 перейшов до Англії (як придане португальської інфанти Катерини, що вийшла заміж за англійського короля Карла II).
У 1684 возз'єднаний з Марокко і став однією із столиць Марокканської держави.
У 1912 в результаті розділу Марокко Танжер з прилеглою територією (близько 380 км²) був виділений в зону із спеціальним режимом.
У 1923 Франція, Велика Британія та Іспанія підписали конвенцію про статут Т. Танжер був оголошений міжнародною демілітаризованою нейтральною зоною, що номінально залишалася під суверенітетом марокканського султана, а фактично переходила під владу Міжнародного контрольного комітету і органів міжнародної адміністрації.
У 1940—1945 окупований Іспанією.
Після проголошення незалежності Марокко (1956) возз'єднане — на підставі рішень конференції країн — учасниць угоди про статус Танжера (зокрема Франції, Іспанії, СК, США, Італії і представників Марокко, жовтень 1956) — з 1957 року у складі Марокко.

## Економіка
Танжер — другий за значенням найважливіший індустріальний центр після Касабланки. Виробництво різноманітно: тканини, хімічна промисловість, металургійна промисловість. Зараз, місто має чотири індустріальні райони, два мають статус безкоштовної економічної зони.
Танжер туристичний центр. Приморський курорт розквітає завдяки іноземним інвестиціям. Бухта, що відмежовує міський центр, тягнеться більш ніж на сім кілометрів. Роки 2007 і 2008 є особливо важливими для міста завдяки завершенню великих проєктів будівництва. Це порт («Медіана Кори») і його індустріальні парки, спортивний стадіон на 45,000-місць, розширений діловий район, і відбудована туристична інфраструктура.

## Транспорт
Залізничні лінії сполучають залізничну станцію Танжер-Віль з Рабатом, Касабланкою та Марракешем на півдні, а також з Фесом та Уджею на сході.
Послуга управляється ONCF.
У листопаді 2018 року відбулося урочисте відкриття першого в Африці швидкісного поїзда, швидкісної залізничної лінії Кенітра — Танжер, час в дорозі між Танжером з Касабланкою за 2 години 10 хвилин.
До 2020 року планується вдосконалення залізниці між Касабланкою та Кенітрою, та зменшити час в дорозі до 1 години 30 хвилин.
Автомагістраль Рабат — Танжер сполучає Танжер з Фесом через Рабат (250 км), а Сеттат через Касабланку (330 км)і портом Танжер-Мед.
Міжнародний аеропорт знаходиться за 15 км на південний захід від центру міста.
Новий порт Танжер-Мед управляється данською фірмою A. P. Moller – Maersk Group і звільнить старий порт для туристичного та рекреаційного розвитку.
Міжнародний аеропорт Танжера та залізничний тунель слугуватимуть воротами до Марокканської Рив'єри, прибережної зони між Танжером та Уджою. Традиційно північне узбережжя було сільською твердинею, де знаходились одні з найкращих пляжів Середземного моря.

## Клімат
| Клімат Танжер                              | Клімат Танжер | Клімат Танжер | Клімат Танжер | Клімат Танжер | Клімат Танжер | Клімат Танжер | Клімат Танжер | Клімат Танжер | Клімат Танжер | Клімат Танжер | Клімат Танжер | Клімат Танжер | Клімат Танжер |
| Показник                                   | Січ.          | Лют.          | Бер.          | Квіт.         | Трав.         | Черв.         | Лип.          | Серп.         | Вер.          | Жовт.         | Лист.         | Груд.         | Рік           |
| Абсолютний максимум, °C                    | 22,0          | 27,0          | 25,0          | 27,0          | 34,0          | 36,0          | 41,0          | 39,0          | 39,5          | 30,0          | 27,0          | 24,5          | 41,0          |
| Середній максимум, °C                      | 16,2          | 16,8          | 17,9          | 19,2          | 21,9          | 24,9          | 28,3          | 28,6          | 27,3          | 23,7          | 19,6          | 17,0          | 21,8          |
| Середня температура, °C                    | 12,5          | 13,1          | 14,0          | 15,2          | 17,7          | 20,6          | 23,5          | 23,9          | 22,8          | 19,7          | 15,9          | 13,3          | 17,7          |
| Середній мінімум, °C                       | 8,8           | 9,4           | 10,1          | 11,2          | 13,4          | 16,2          | 18,7          | 19,1          | 18,3          | 15,6          | 12,2          | 9,7           | 13,6          |
| Абсолютний мінімум, °C                     | −4,2          | 1,0           | 3,5           | 1,0           | 7,0           | 10,0          | 11,0          | 11,0          | 10,0          | 7,0           | 3,0           | 4,0           | −4,2          |
| Середня кількість сонячних годин на місяць | 169,2         | 166,9         | 231,7         | 251,7         | 298,9         | 306,8         | 344,0         | 330,7         | 275,6         | 238,2         | 180,6         | 166,9         | 2960,7        |
| Норма опадів, мм                           | 103.5         | 98.7          | 71.8          | 62.2          | 37.3          | 13.9          | 2.1           | 2.5           | 14.9          | 65.1          | 134.6         | 129.3         | 735.9         |
| Днів з опадами                             | 11,2          | 11,4          | 10,1          | 9,3           | 6,1           | 3,7           | 0,8           | 0,8           | 3,1           | 8,0           | 11,1          | 12,0          | 87,6          |
| Вологість повітря, %                       | 80            | 81            | 78            | 78            | 76            | 74            | 70            | 72            | 73            | 76            | 79            | 81            | 76            |
| ------------------------------------------ | ------------- | ------------- | ------------- | ------------- | ------------- | ------------- | ------------- | ------------- | ------------- | ------------- | ------------- | ------------- | ------------- |

## Персоналії
- Абу'л-Айш Ахмад (928—959) — 12-й імам і султан держави Ідрісидів у Магрибі в 948—954 роках.